# Arthur Dee
Arthur Dee (Mortlake, 13 juli 1579 – Norwich, september 1651), de oudste zoon van Dr John Dee, was een arts en alchemistisch schrijver.

## Leven
Arthur Dee was de oudste zoon van John Dee en diens tweede vrouw, Jane, de dochter van Bartholomeus Fromond van East Cheam in Surrey. Hij vergezelde zijn vader op reizen door Duitsland, Polen en Bohemen. Na zijn terugkeer naar Engeland studeerde hij vanaf 3 mei 1592 aan de Westminster School, en volgde lessen bij Grant en Camden. Vervolgens studeerde hij in Oxford, maar behaalde geen diploma. 
Hij vestigde zich in Londen met de bedoeling praktiserend arts te worden. Aan de ingang van zijn huis hing een lijst met geneesmiddelen die volgens hem ongetwijfeld tal van ziekten konden genezen. De censors van het College van Artsen dagvaardden hem, maar het is niet geweten hoe dat afliep. Dee verhuisde naar Manchester en trouwde daar met Isabella, dochter van vrederechter Edward Prestwych. 
Op aanbeveling van Jacobus I werd hij benoemd tot een van de artsen van tsaar Michaël I van Rusland. Hij bleef ongeveer veertien jaar in Rusland. Daar schreef hij zijn Fasciculus Chemicus, een verzameling van geschriften over alchemie.
Na de dood van zijn vrouw keerde hij 1637 terug naar Engeland. Dee werd lijfarts van koning Karel I. Na zijn actieve carrière verbleef hij in Norwich, waar hij een vriend werd van Sir Thomas Browne. Arthur Dee overleed in oktober 1651 in Norwich en werd begraven in de kerk van St. George, Tomblands, aldaar. Hij liet zeven zonen en zes dochters na. Zijn relatie met Browne is weinig onderzocht, maar na zijn dood erfde Browne het merendeel van de alchemistische manuscripten en boeken die Arthur Dee had nagelaten.